# 小行星5413
小行星5413（英語：5413 Smyslov）是一颗围绕太阳公转的小行星。1977年3月13日，尼古拉·切爾尼赫在克里米亚发现了此天体。
这颗小行星的绝对星等为136.12311等。